# فيرنر أونغر
فيرنر أونغر (بالألمانية: Werner Unger)‏ (4 مايو 1931 في ألمانيا - 15 مارس 2002 في ألمانيا) هو لاعب كرة قدم ألماني (وحمل سابقاً جنسية ألمانيا الشرقية) في مركز الوسط، شارك في كرة القدم في الألعاب الأولمبية الصيفية 1964. وشارك مع منتخب ألمانيا الشرقية لكرة القدم. أما مع النوادي، فقد لعب مع نادي فرانكفورت وFSV Zwickau ‏.

## وصلات خارجية
- فيرنر أونغر على موقع قاعدة بيانات كرة القدم.إي يو (الإنجليزية)
- فيرنر أونغر على موقع بيانات كرة القدم. دي إي (الألمانية)
- فيرنر أونغر على موقع ناشيونال فوتبول تيمز (الإنجليزية)
- فيرنر أونغر على موقع عالم كرة القدم.نت (الإنجليزية)
- فيرنر أونغر على موقع اللجنة الأولمبية الدولية (الإنجليزية)
- فيرنر أونغر على موقع أوليمبيديا (الإنجليزية)